# Puerto Pérez
Puerto Pérez – miejscowość w Boliwii, w departamencie La Paz, w prowincji Los Andes. W 2010 roku Puerto Pérez liczyło 652 mieszkańców.